# Guiomar Torresão
Guiomar Delfina de Noronha Torresão (Lisboa, 26 de novembro de 1844 — Lisboa, 22 de outubro de 1898) foi uma escritora portuguesa, feminista, e uma figura chave na emancipação das mulheres dos ideais da classe média em Portugal.

## Biografia
Guiomar Torresão era filha de Joaquim José de Noronha Torresão e de sua esposa, Maria do Carmo Inácia Pinto de Noronha. O pai, militar, foi cedo cumprir serviço para Cabo Verde, residindo na vila de Ribeira Grande, Ilha de Santo Antão, onde faleceu prematuramente. Maria do Carmo, viúva, vivia sozinha com as filhas Guiomar Delfina e Maria Felismina. Guiomar teve também um irmão mais novo, com o mesmo nome do pai, que faleceu aos dois anos, a 3 de abril de 1848, na extinta freguesia de São Julião, em Lisboa. 
Ficcionista, poetisa, dramaturga e ensaísta, colaborou com a revista Ribaltas e Gambiarras (1881), editada por Henrique Zeferino, onde escrevia com o pseudónimo de Delfim de Noronha, nos seus dez primeiros números. A partir de então, passou a revelar sua verdadeira identidade nos artigos e cabeçalhos. 
Em 1869 publicou Uma Alma de Mulher, seu primeiro romance, reimpresso na revista feminista A Voz Feminina. Fundou e dirigiu a revista Almanach das Senhoras (1871) até à sua morte. No Diário Illustrado escrevia com o pseudónimo Gabriel Cláudio. Escreveu, No Theatro e na sala, obra prefaciada por Camilo Castelo Branco. Para teatro, escreveu O fraco da baronesa, comédia de 1 acto, em 1878, Dois garotos, drama em 5 atos, em 1879 e Educação moderna, em 1884. Educação moderna, comédia em 3 actos, antecedida de uma conversa preambular foi representada pela primeira vez em Lisboa, no Teatro do Ginásio, em 28 de Março de 1891. São dela os romances Uma alma de mulher (1869), Rosas pálidas (1873 - uma colecção de histórias curtas), A Família Albergaria (1874 - romance histórico), O fraco da baronesa (1878), Henriqueta (1890), entre muitos outros. O poema “Beatriz” foi publicado no Brasil.
Foi jornalista e tradutora, os seus trabalhos incluem, além da escrita de romances, dramas, poesia e livros de viagens. Escreveu também sob os pseudónimos Roseball, Scentelha, Sith e Tom Ponce. Até 1868, trabalhou para o Almanaque das Lembranças Luso-Brasileiro. Chegou a escrever em vários periódicos, entre eles, Ilustração Portuguesa, Diário Illustrado, Diário de Notícias, O Mundo Elegante, Lisboa creche: jornal miniatura (1884), entre outros. É citada frequentemente em A Mensageira, revista dedicada à mulher brasileira, possuindo, até mesmo, um poema publicado nesse periódico paulista.
Nunca casou nem teve filhos. Vivia, à data em que faleceu, com sua irmã, Maria Felismina de Noronha Torresão (São José, Lisboa, 9 de Fevereiro de 1851 - Santa Isabel, Lisboa, 4 de novembro de 1912), na Calçada da Estrela, número 173, segundo andar, da freguesia da Lapa. 
Guiomar faleceu vítima de lesão cardíaca, aos 53 anos, sendo sepultada no Cemitério dos Prazeres, em jazigo. Após a morte de Guiomar, Felismina assumiu o Almanach das Senhoras, como sua única herdeira, e, após a morte desta em 1912, vítima de cirrose hepática, o seu esposo Eusébio Alberto da Silva Venâncio, que faleceria em 1918. Teve a sua última publicação em 1928, 30 anos após a morte de Guiomar.

## Obras
- Uma Alma de Mulher, 1896
- Rosas Pálidas, 1873
- A Família Albergaria, 1874
- Meteoros (contos e crónicas) 1875
- Ribaltas e Gambiarras, 1881
- A Educação Moderna, 1884
- Idílio à Inglesa: Contos Modernos, 1886
- Paris – Impressões de Viagem, 1888
- A Avó, 1889
- Severina, 1890
- Batalhas da Vida, 1892
- Educação Moderna: Comédia em Três Atos, 1894
- Diário de uma Complicada, 1894
- Joana de Goerschen, 1896
- Flávia: Contos, com ilustrações de Columbano Bordalo Pinheiro, 1897
- A Grande Velocidade: Notas de Gare, 1899
- A Árvore de Natal.

## Colaborações em periódicos
- Almanaque de Lembranças Luso-Brasileiro;
- A Leitura;
- Diário de Notícias;
- Diário Ilustrado;
- Ilustração Portuguesa;
- Artes e Letras.